# Feldkirch (Alto Rin)
Feldkirch es una población y comuna francesa, en la región de Alsacia, departamento de Alto Rin, en el distrito de Guebwiller y cantón de Soultz-Haut-Rhin.

## Demografía
| 628 | 632 | 729 | 712 | 835 | 910 |
| Para los censos de 1962 a 1999 la población legal corresponde a la población sin duplicidades (Fuente: INSEE [Consultar]) |     |     |     |     |     |

- Cifra de población provisional para 2006 : 923